# Cirsium echinatum

Cirsium echinatum es una planta fanerógama perteneciente a la familia Asteraceae.

## Descripción
Es una planta bienal. Los tallos alcanzan un tamaño de 50 cm de altura, generalmente ramificados desde la base. Hojas con haz escabro de espinas cortas, generalmente pinnatífidas: las inferiores oblanceoladas, atenuadas en pecíolo; las caulinares oblongas, sentadas, auriculadas, cortamente decurrentes. Capítulos generalmente solitarios. Involucro de 25-35 x 25-35 mm, ovoideo. Brácteas involucrales ovado-lanceoladas, aquilladas en la mitad superior, divergentes, con espina apical de 2-5,5 mm. Flores hermafroditas, con tubo de 23-26 mm y limbo de 11-13 mm, dividido casi hasta la mitad. Aquenios de 5-6 x 2-3,3 mm, ovoideos, frecuentemente con manchas negras. Vilano de 25-37 mm. Tiene un número de cromosomas de 2n = 34 (Cádiz, Sevilla). Florece y fructifica de mayo a junio.

## Distribución y hábitat
Se encuentra en lugares secos en suelos margosos y calcáreos.  Se distribuye por el sur de Francia, sureste de  España, en Zújar, Sierra Norte, Campiña Baja gaditana, Subbética y Grazalema. 

## Taxonomía
Cirsium echinatum fue descrita por René Louiche Desfontaines, Fl. Atlant., 2,p. 247, 1799 como Carduus echinatus y transferido al género Cirsium por Augustin Pyrame de Candolle y publicado en FI. Fr., ed. 3, 5, p. 465, 1815
Citología
Número de cromosomas de Cirsium echinatum (Fam. Compositae) y táxones infraespecíficos: 2n=34
Etimología
Cirsium: nombre genérico que deriva de la palabra griega: kirsos = varices ;  de esta raíz deriva el nombre kirsion, una palabra que parece servir para identificar una planta que se utiliza para el tratamiento de este tipo de enfermedad. De kirsion, en los tiempos modernos, el botánico francés Tournefort (1656 - 708) ha derivado el nombre Cirsium del género.
echinatum: epíteto latino que significa "espinoso".
Sinonimia
- Carduus echinatus Desf. = basiónimo
- Cirsium echinatum var. willkomminianum (Porta & Rigo) Maire
- Cirsium willkommianum Porta ex Willk.
- Cnicus echinatus (Desf.) Willd.
- Eriolepis echinata (Willd.) Cass.[5]

## Nombre común
- Castellano: cardo (2), cardo arecife, cardo arrecife, cardo de arrecife (2), corona de fraile.[6]